# Shimoga
Shimoga es una ciudad de la India, centro administrativo del distrito de Shimoga, en el estado de Karnataka. Está sobre los bancos del río Tunga y es la oficina central administrativa del distrito.
Está localizada aproximadamente a 274 km de Bangalore y es un importante centro industrial y comercial del estado.

## Geografía
Se encuentra a una altitud de 585 m s. n. m. a 280 km de la capital estatal, Bangalore, en la zona horaria UTC +5:30.

## Demografía
Según estimación 2011 contaba con una población de 382 785 habitantes.